# Cmentarz wojenny nr 353 – Tęgoborze
Cmentarz wojenny nr 353 – Tęgoborze – cmentarz wojenny z okresu I wojny światowej znajdujący się w miejscowości Tęgoborze, w gminie Łososina Dolna, w województwie małopolskim. Należy do okręgu X (Limanowa) Oddziału Grobów Wojennych C. i K. Komendantury Wojskowej w Krakowie. Jest jednym z 400 cmentarzy tego oddziału, z tego w okręgu limanowskim jest ich 36. 

## Historia
Front przechodził tędy dwukrotnie. W listopadzie 1914 wojska rosyjskie gen. Aleksieja Brusiłowa zajęły całe te tereny, nacierając na południe, w stronę Karpat. 7 grudnia dowodzona przez generała Svetozara Boroevića 3 Armia austro-węgierska przeszła do ofensywy i 11 grudnia jej jednostki wypierając armię rosyjską dotarły na przedpola Nowego Sącza.

## Opis cmentarza
Cmentarz wojenny w Tęgoborzy znajduje się na cmentarzu parafialnym i stanowi odrębną kwaterę w jego północno-zachodnim rogu, nad Jeziorem Rożnowskim. Położony jest na wysokości około 272 m, w odległości około 50 m od brzegów jeziora.
Jest to niewielki cmentarz na planie kwadratu, otoczony murkiem wykonanym z prostych betonowych słupków połączonych żelaznymi rurami. Wejście przez niewielką, żelazną furtkę. Na środku cmentarza znajduje się duży betonowy krzyż typu austriackiego (jednoramienny), na czołowej stronie którego zamontowano żeliwny, ażurowy krzyż, również typu austriackiego. Obok niego na murawie 5 niewielkich betonowych stel. Na dwóch z nich umieszczono niewielkie żeliwne krzyże austriackie i blaszane tabliczki z nazwiskami żołnierzy austriackich, na trzech podobne tabliczki i krzyże rosyjskie (dwuramienne). Cmentarz jest odnowiony i pielęgnowany. Wszystkie tabliczki znajdują się na południowo-zachodniej stronie krzyży.
Na zewnątrz cmentarza, przy jego ogrodzeniu zamontowana jest tabliczka informacyjna. Zamieszczony na niej opis podaje, że pierwotnie cmentarz zwrócony był w inną stronę, ku starej drodze. Po zaprzestaniu jej użytkowania stele i krzyż obrócono w kierunku nowej alei cmentarnej. Remont cmentarza przeprowadził w 2012 r. Urząd Gminy w Łososinie Dolnej przy współudziale środków Małopolskiego Urzędu Wojewódzkiego w Krakowie.

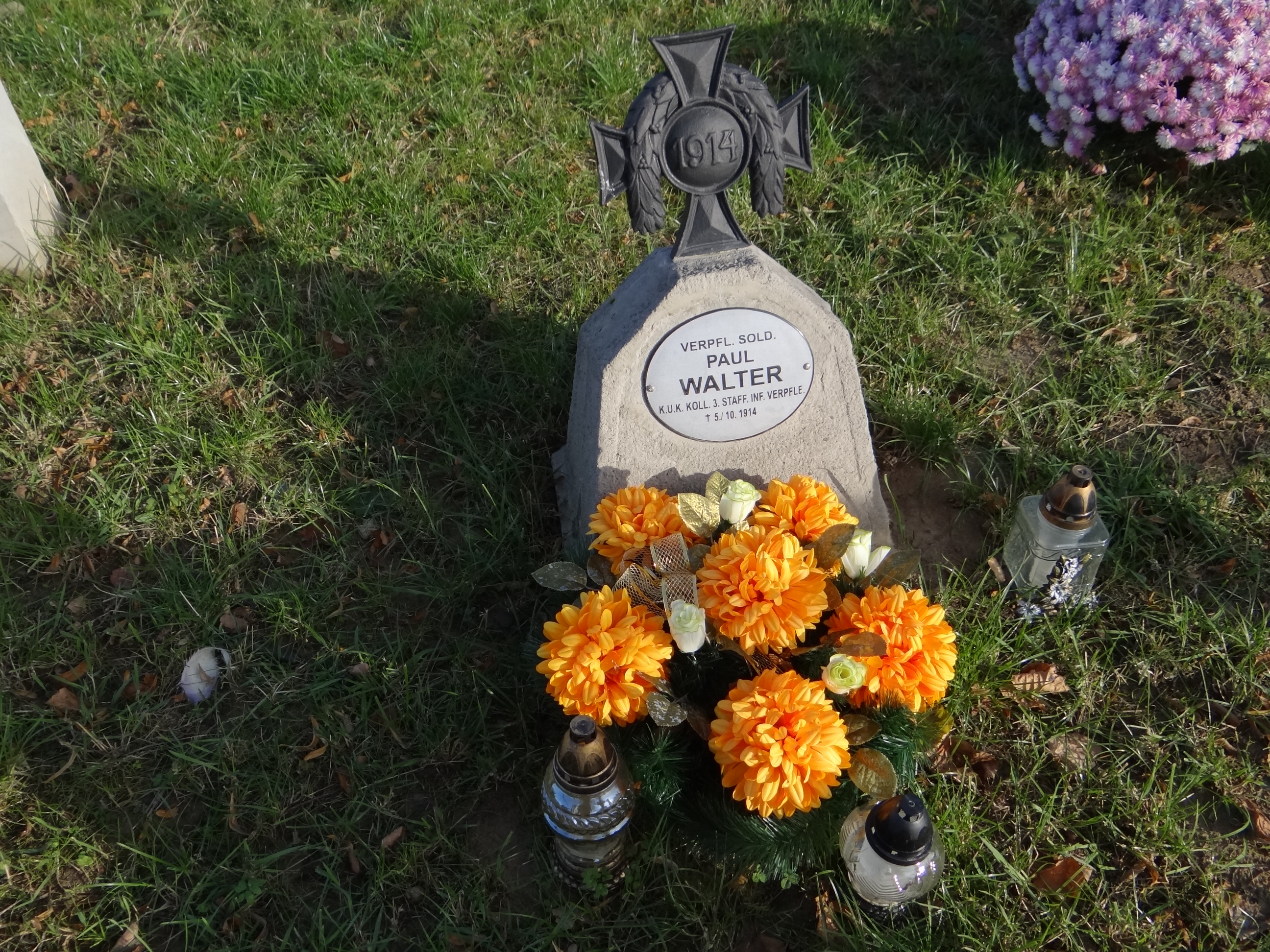
Nagrobek żołnierza austriackiego

Na cmentarzu pochowano dwóch żołnierzy austriackich znanych z nazwiska (są one umieszczone na tabliczkach), na trzech 4 niezidentyfikowanych żołnierzy rosyjskich (napisy na ich tabliczkach: 2 Russiche Krieger, 1 Russiche Krieger).